# Fakescape
Fakescape (z angl. fake news + escape) spolek vytvářející inovativní vzdělávací workshopy, hry a metodiky, které rozvíjí kritické myšlení, mediální gramotnost a kybernetickou bezpečnost. Misí spolkumisí je rozvoj mediální, informační a digitální gramotnosti u jedinců a komunit s pomocí interaktivních a inovativních vzdělávacích metod.

## Vznik a fungování spolku
Fakescape vzniklo na podzim roku 2018 a na jeho založení se podílelo šest studentů katedry politologie Fakulty sociálních studií Masarykovy univerzity v Brně. Chtěli zvednout povědomí o mediální gramotnosti a její výuce na školách. Předsedkyní spolku je Tereza Kráčmarová.

## Fakescape hry
Formou hry pomáhá Fakescape dětem a absolventům workshopů rozvíjet jednotlivé kompetence mediální gramotnosti: kritické myšlení a ověřování informací. Zároveň si pak uvědomují mediální nástrahy, které na ně (nejen) v online prostředí čekají. Také učitelům je tak poskytnuta pomůcka pro zatraktivnění výuky mediální výchovy.
Fakescape nabízí dvě verze her.
- Jednodušší verze, pro základní školy s názvem Dezinfombies, je přizpůsobena mladším žákům: úvodní informace jim předává oblíbený youtuber Lukefry, oproti středoškolské verzi jsou texty kratší, jednodušší a obsahují žákům blízká témata. Cílem hry je najít vakcínu na virus, který se začal šířit městem a dělá z lidí nemyslící zombies (dezinfombies). Ty bezmezně věří všemu, co se jim řekne včetně všech možných dezinformací. Cestu k vakcíně žáci naleznou pomocí vyřešení čtyř úkolů.

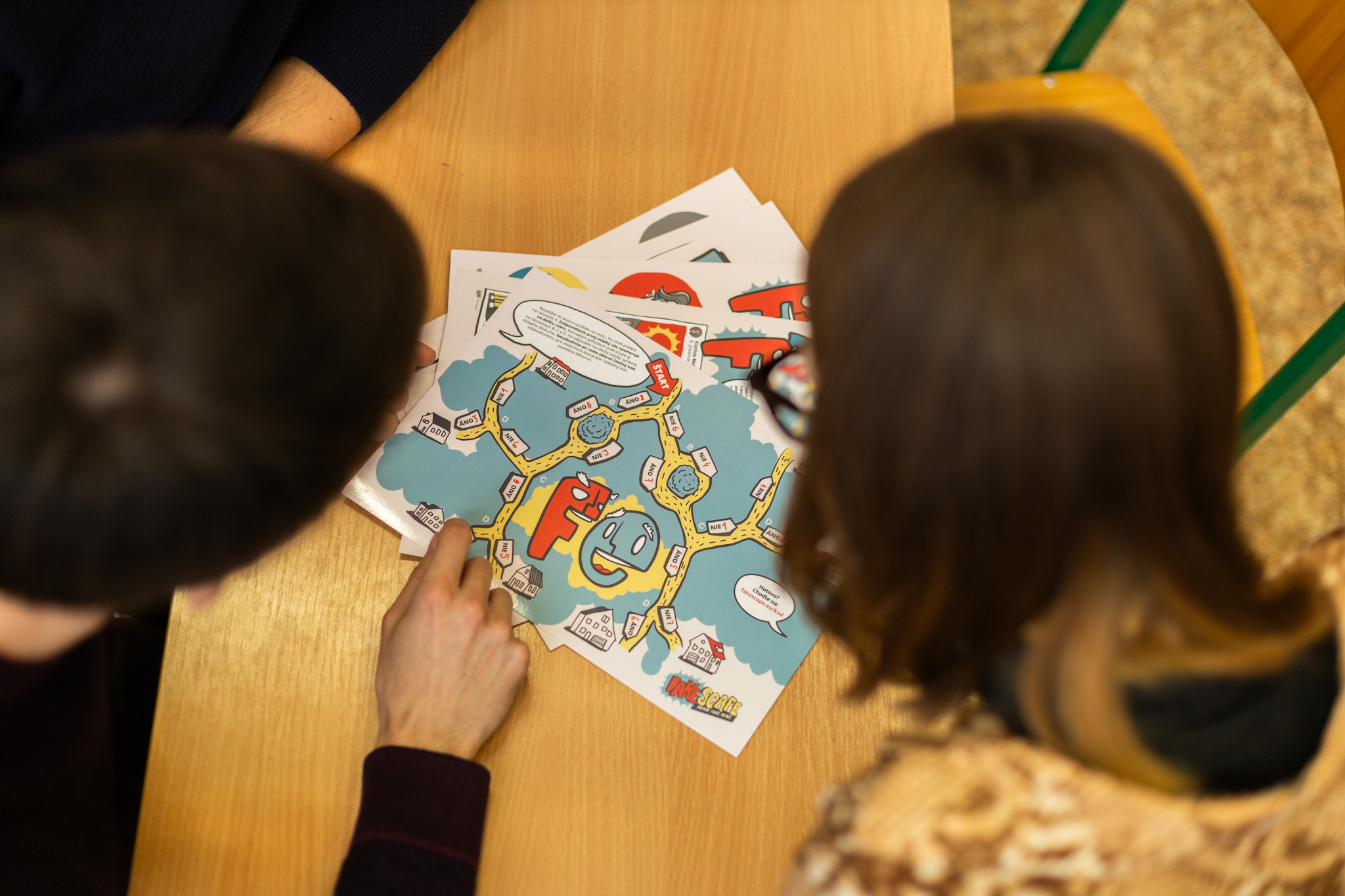
Ukázka workshopu pro střední školy

- Verze pro střední školy nese název Zachraňte prázdniny. Je rok 2028 a ze studentů se stávají novináři, kteří dostávají anonymní udání: jeden z kandidátů na prezidenta chce zrušit letní prázdniny. Pomocí jednotlivých indicií, plnění úkolů a především ověřování informací je jejich úkolem přijít na to, kdo je oním padouchem. Tematicky se hra dotýká obsahu učiva společenských věd, neboť žáci mohou využít i své znalosti ohledně volby prezidenta. Při řešení úkolů pracují například s konkrétními úryvky Ústavy ČR a Listinou základních práv a svobod.

Důležitou součástí obou her je závěrečná reflexe. Při té je žákům propojena zkušenost ze hry se skutečným děním ve světě. Žákům je vysvětleno, jak se to, co právě zažili při hře, projevuje reálně na sociálních sítích nebo v médiích obecně, a jak mohou své schopnosti a dovednosti nabyté ve hře využít v každodenním životě.
Fakescape rovněž nabízí několik vzdělávacích workshopů, nejen o fake news a jejich problematice, které je možné si prohlédnout na jejich stránkách.

## Další činnosti spolku
- V roce 2021 vydalo Fakescape karetní hru Nekrm kachnu, ve které se hráči vžijí do rolí žurnalistů. Jejich společným cílem je porazit deník Kachna, který šíří nepravdivé zprávy - tzv. novinářské kachny.
- Fakescape má blog, na kterém týdně vycházejí nové články.
- Pod záštitou spolku a ve spolupráci se studentským Radiem R vychází podcast Doba internetová, který je k poslechnutí na Spotify a Youtube.

## Úspěchy
Fakescape zaznamenal v průběhu 3 let svého fungování mnoho úspěchů.
- V lednu 2019 Fakescape získalo druhé místo v celosvětové soutěži P2P Digital Challenge sponzorované např. i Facebookem.
- Umístil se mezi nejlepšími třemi projekty v Ceně Gratias Tibi 2019 v kategorii do 30 let.
- V roce 2019 se projekt umístil mezi nejlepšími pěti v Cenách SDGs 2019 v kategorii Veřejná sféra.
- Zvítězil v ceně Brána k druhým v kategorii dospělých.
- V roce 2021 Fakescape, jako první projekt z České republiky, získal první cenu v celoevropském kole Ceny Karla Velikého pro mladé Evropany.
- Získání ceny Gratias Tibi za rok 2022 v kategorii do 30 let.